# Calle 28 (línea de la Avenida Lexington)
La Calle 28 es una estación en la línea de la Avenida Lexington del Metro de Nueva York de la A del Interborough Rapid Transit Company. La estación se encuentra localizada en Gramercy Park, Manhattan entre la Calle 28 Este y la Avenida Lexington Sur. La estación es servida en varios horarios por diferentes trenes de los servicios  y .
La estación fue agregada al Registro Nacional de Lugares Históricos desde el 2005.

## Galería

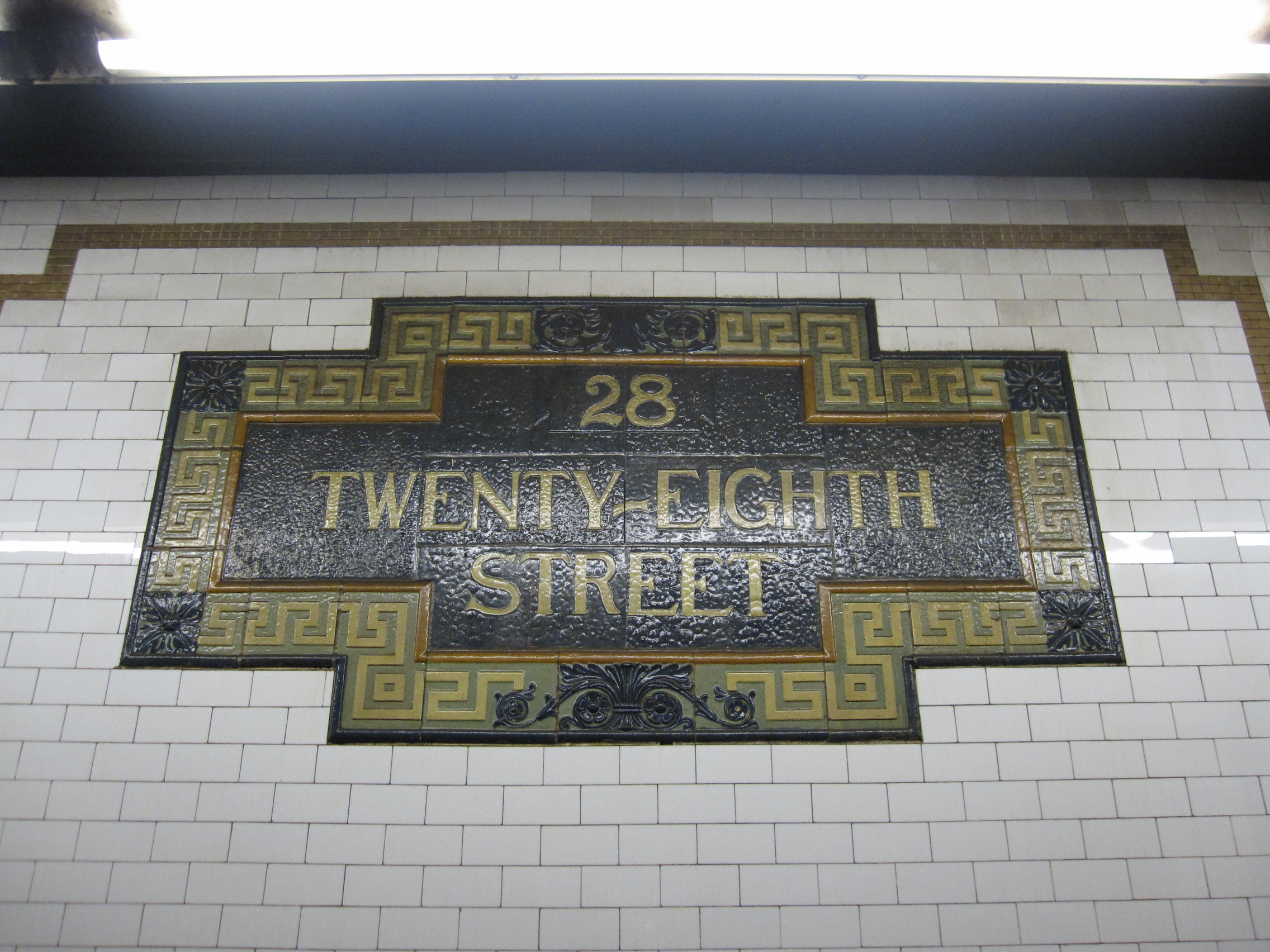
Tableta por Heins & LaFarge/Grueby Faience Company, 1904.
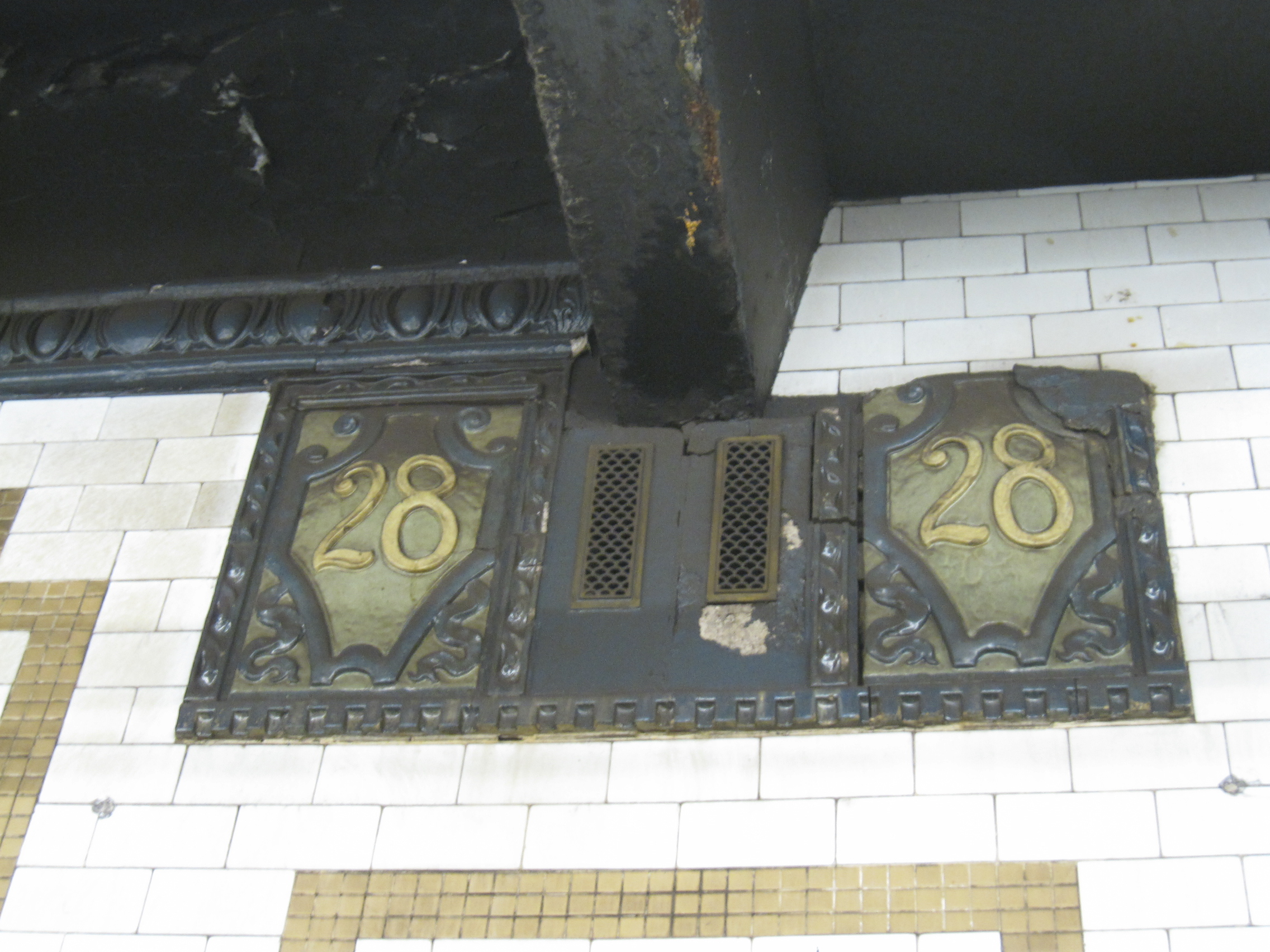
Placa por Heins & LaFarge/Grueby Faience Company, 1904.
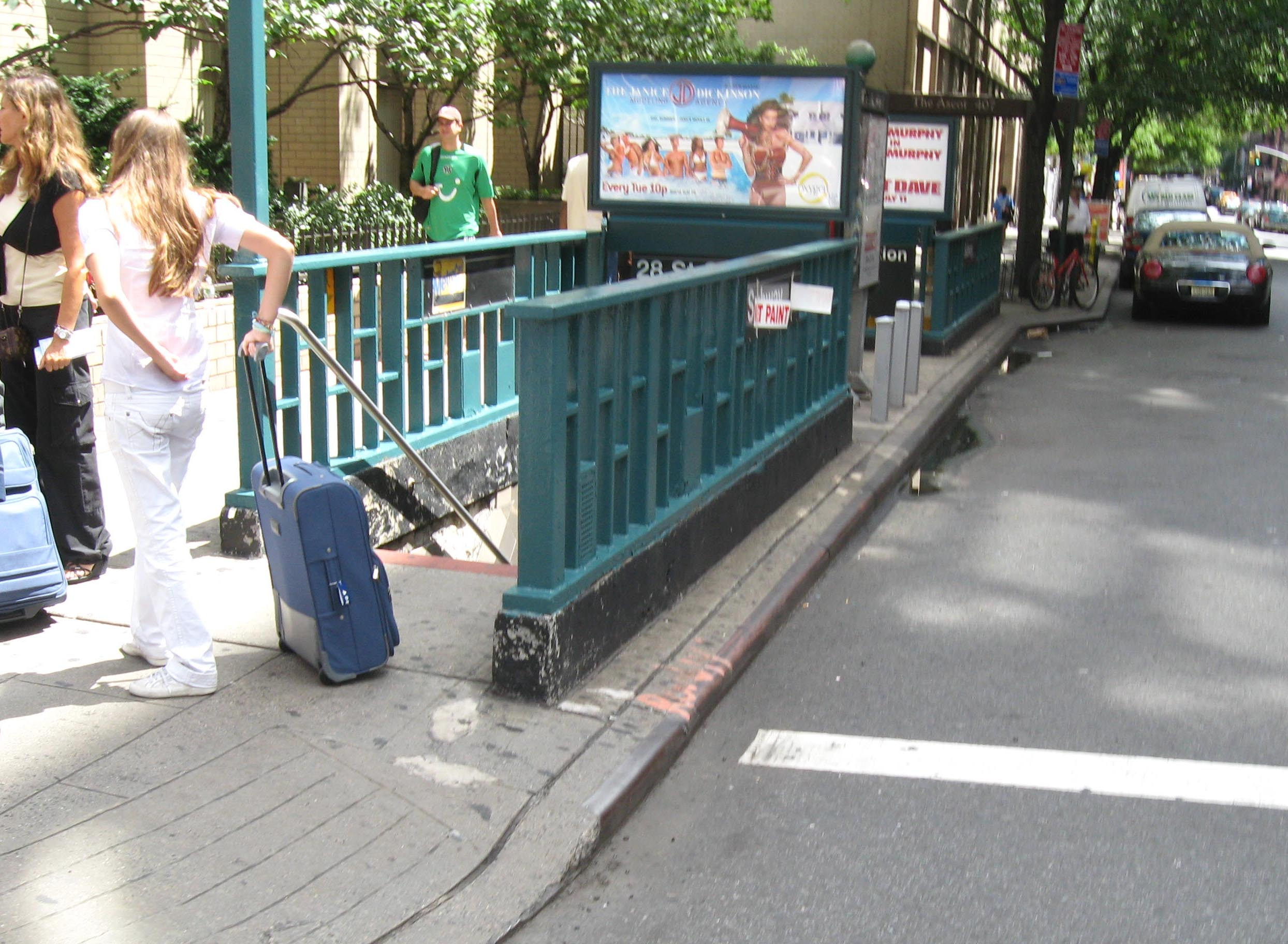
Escalera